# Гарригес (комарка)
Гарригес (исп. Garrigas,  кат. Garrigues)  — район (комарка) в Испании, входит в провинцию Льейда в составе автономного сообщества Каталония.

## Муниципалитеты
1. Альбажес
2. Ла-Альби
3. Арбека
4. Бельягварда
5. Боржас-Бланкас
6. Бовера
7. Кастельданс
8. Сервия-де-лас-Гарригас
9. Когуль
10. Эсплуга-Кальва
11. Флореста (Эспания)
12. Фульеда
13. Гранаделья
14. Граньена-де-лес-Гарригуэ
15. Жункоса
16. Жунеда
17. Омельонс
18. Побла-де-Сьерволес
19. Пучгрос
20. Эль-Солерас
21. Таррес
22. Тормс
23. Вилосель
24. Винаша